# Indium(I,III)-bromid
Indium(I,III)-bromid ist eine anorganische chemische Verbindung des Indiums aus der Gruppe der Bromide.

## Gewinnung und Darstellung
Indium(I,III)-bromid kann durch Reaktion von Indium mit Brom bei 300 bis 400 °C oder mit Indium(III)-bromid bei 350 °C gewonnen werden.
{\displaystyle \mathrm {In+Br_{2}\longrightarrow InBr_{2}} }
{\displaystyle \mathrm {In+2\ InBr_{3}\longrightarrow 3\ InBr_{2}} }
Es kommt auch im Abfall bei der Produktion von Halbleitern vor.

## Eigenschaften
Indium(I,III)-bromid ist ein hellgelber diamagnetischer Feststoff. Er kann durch Ether-Extraktion in Indium(I)-bromid und Indium(III)-bromid (etherlöslich) aufgetrennt werden. Indium(I,III)-bromid (In[InBr4]) gehört als gemischtvalentes Indium-I–III-Bromid zum Gallium(I,III)-chlorid-Typ mit orthorhombischer Kristallstruktur und kristallisiert in der Raumgruppe Pnna (Raumgruppen-Nr. 52) mit den Gitterparametern a = 798,6 pm, b = 1038,5 pm, c = 1042,5 pm sowie acht Formeleinheiten pro Elementarzelle.